# Vogsrød
Vogsrød (dansk) eller Wagersrott (tysk) er en landsby og kommune beliggende 1,5 km nordøst for Nørre Brarup ved vejen til Skæggerød i landskabet Angel i Sydslesvig. Administrativt hører kommunen under Slesvig-Flensborg kreds i den nordtyske delstat Slesvig-Holsten. Kommunen samarbejder på administrativt plan med andre kommuner i omegnen i Sønder Brarup kommunefællesskab (Amt Süderbrarup). I kirkelig henseende hører Vogsrød under Nørre Brarup Sogn.  Sognet lå i Strukstrup Herred (Gottorp Amt, Sønderjylland), da området tilhørte Danmark.

## Geografi
Kommunen omfatter ved siden af byen Vogsrød også Bondestam (tysk Bondstamm), Gangelskel (Gangerschild), Pommerholm, Spidstrup (Spystrup) og Vogsrødgade (Wagerstottstraße). Byen er landbrugspræget med flere landbrugsbedrifter. Nord for byen er der flere mindre skovpartier som Skovløkke (Schaulück) ved Bondestam. Kommunne grænser i nord til Brarupskov.

## Historie
Vogsrød er første gang nævnt 1460. Stednavnet henviser til vogn (gammeldansk waghn, oldnordisk vǫg) og rød (gammeldansk ruth) . På ældre dansk findes også formen Vognsrød. På Hans Rosendals kort fra 1918 er navnet anført som Vakkersrød, men det må umiddelbart betragtes som en fejl, og der er ikke fundet andre belæg for denne form. I 1837 nævnes 4 gård og 5 husmandssteder (kådnersteder), hvoraf 2 hørte under Tøstrup gods og et under Mårkær Herred, de øvrige under Strukstrup Herred. Den 1870 fra Rurupmølle overførte gallerihollændermølle blev afmonteret i 1993 og genopbyggetved Reinbek i det sydlige Holsten. Møllehuset fungerer i dag som byens forsamlungshus. Vogsrød var mellem 1904 og 1972 stationsby på banestrækningen Slesvig-Kappel, nu kører der den angelske museumsbane.
Stednavnet Gangelskel er dannet af mandenavn Ganger (oldnordisk Gángari, et af Odins tilnavne) og skel .